# NGC 3969
NGC 3969 is een balkspiraalstelsel in het sterrenbeeld Beker. Het hemelobject werd in 1886 ontdekt door de Amerikaanse astronoom Ormond Stone.

## Synoniemen
- ESO 572-17
- MCG -3-30-20
- PGC 37396